# Skabersjö station

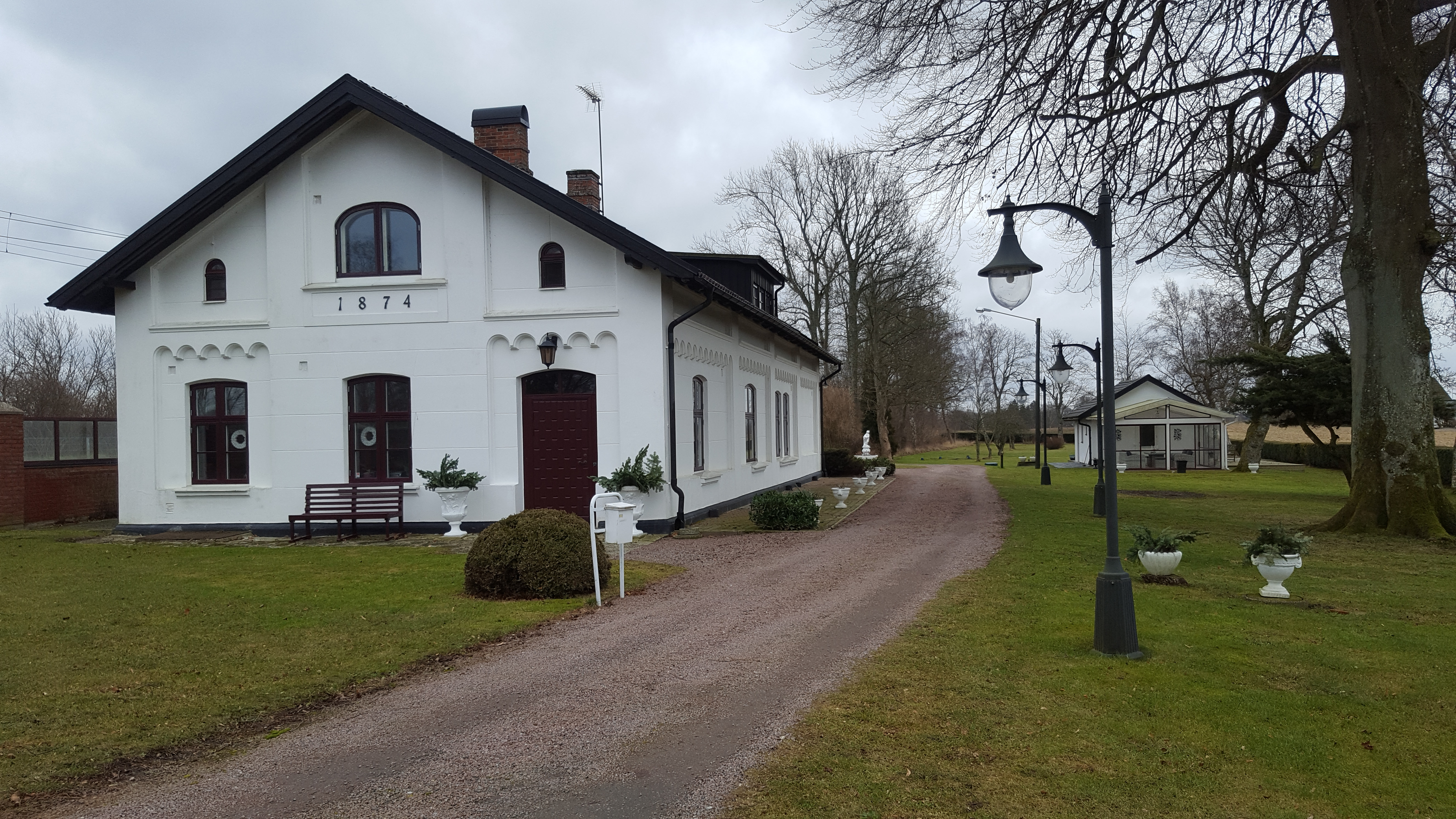
Skabersjö station år 2017.

Skabersjö station låg mellan stationerna Oxie och Svedala på sträckan Malmö–Ystad. Den tillkom 1874 och blev nedlagd 1965. Skabersjö, idag i Svedala kommun, ligger i ett område av riksintresse för både naturvården och kulturmiljövården.
För att komma till rätta med problem med punktligheten på enkelspåret mellan Lockarp och Svedala byggdes en ny mötesstation vid Skabersjö 2017.

## Historia
Stationsbyggnaden i Skabersjö byggdes i samband med att "grevebanan" etablerades mellan Ystad och Malmö och stod färdig 21 december 1874 då Malmö–Ystads Järnväg öppnades för persontrafik. Några veckor tidigare hade det första godståget tuffat förbi stationen med hastigheten 30 km/h och restiden från Malmö till Ystad var tre timmar.
Vid stationen stod en kastanj med anor. När kusken Nordström kom från Skabersjö slott för att lämna eller hämta nobla gäster, som till exempel Oscar II, var det ofta med ett sexspann och kusken brukade stoltsera med att i rasande fläng åka runt kastanjeträdet, som bara stod ett par meter från järnvägsrälsen. Han var lika skicklig varje gång och kusken fick applåder. Än idag kan man beskåda hästekipagets uppställningsplats gjord av järnvägsräls med fastsatta metallöglor att binda hästarna vid.
Den tyske kejsaren Wilhelm II besökte Skåne i september 1899. Efter flera dagars besök var det dags att åka hem och det var just här på perrongen i Skabersjö som hans värdfolk tog farväl. I Sydsvenska Dagbladet Snällposten 26 september 1899 kunde man läsa:
| ” | Vid stationen hade infunnit sig grefvinnan Thott, baronerna Otto och Eric Thott med fri herrinnor, grefve Beck-Friis å Börringe, kammarherre Coyet å Torup samt den öfriga delen af det kejserliga jagtsällskapet jemte h m:ts uppvaktning, hvarjemte en stor menniskoskara samlats å bangården. Under det korta uppehållet underhöll sig kejsaren hjertligt med sitt värdfolk och de uppvaktande. Grefvinnan Thott öfverlemnade till h m:t en praktfull blombukett och fröken Ingeborg Thott en bukett af violer. Strax derpå satte sig det kejserliga extratåget i rörelse under kraftiga hurrarop från publiken. Kronprinsen, grefve Thott, grefve Wedel voro kejsaren följaktiga till Malmö. | „ |

Det fanns en kunglig väntsal uppförd i en utbyggnad till Skabersjö station med röda sammetsbeklädda bänkar och än idag finns spår kvar av den kungliga väntsalen i form av takstuckaturer. Otto Engström, stins på Skabersjö station under tiden 1907-1921, fick en kråsnål av kung Gustaf V som lär ha sagt vid överlämnandet: "Denna nål ska Herr Engström ha för alla extra steg han gått för mig." Det hade nämligen vid det laget byggts en extra perrong för kungen lite längre bort från den vanliga och närmare Skabersjö slott.
Ossian Dahl, stationsmästare mellan 1929 och 1940, skickade flera telegram från Skabersjö station åt Gustaf V till bland annat drottning Victoria av Baden som då befann sig i Rom och till kronprins Gustav Adolf i Stockholm.
Riksdagen beslöt 1939 om förstatligande av alla järnvägar. 1942 var det dags för Malmö–Ystad banan och Skabersjö station att uppgå i SJ, trots att den kallats Sveriges bäst skötta privatbana.
Skabersjö station genomgick en stor ombyggnad 1947, men den pampiga ursprungliga putsade fasaden finns kvar än idag i romansk rundbågestil med utskjutande mitt- och sidorisaliter, utskjutande fronter och rundbågiga fönster med T-formad postindelning. 
Stationen lades ner och den 9 juli 1965 köpte 1:e järnvägsexpeditör Torsten Falkentoft, som 1955–1963 hade varit stins på Skabersjö station, stationen av Kungliga Järnvägsstyrelsen. Hans hustru Inga-Lisa Falkentoft var den sist anställda på Skabersjö station. Hon arbetade som platsvakt 1964–1965.
4 juni 1993 gick startskottet för upprustningen och elektrifieringen av den gamla "grevebanan". Det var här på bangården i Skabersjö som det första spadtaget togs av Björn Falk (ordförande i Malmöhus Trafik), Gunilla Hedesten Nordin (Länsråd) och Hans Ottenfalk (Banverkets regionchef). Tre år senare, 6 juni 1996, passerade det första eltåget och hastigheten var 140 km/h. 2019 kör tågen med 160 km/h och restiden mellan Malmö-Ystad är numera 51 minuter.

## Föreståndare/stinsar under perioden 1874-1965
| Namn               | period    |
| ------------------ | --------- |
| Axel Wirgin        | 1874–1907 |
| Otto Engström      | 1907–1921 |
| Carl Juutinen      | 1921–1927 |
| Y. Petersson       | 1927–1929 |
| Ossian Dahl        | 1929–1940 |
| G. Lundberg        | 1940–1941 |
| Johan Jönsson      | 1942–1944 |
| Knut Alwrud        | 1945–1954 |
| Torsten Falkentoft | 1955–1964 |

## Galleri

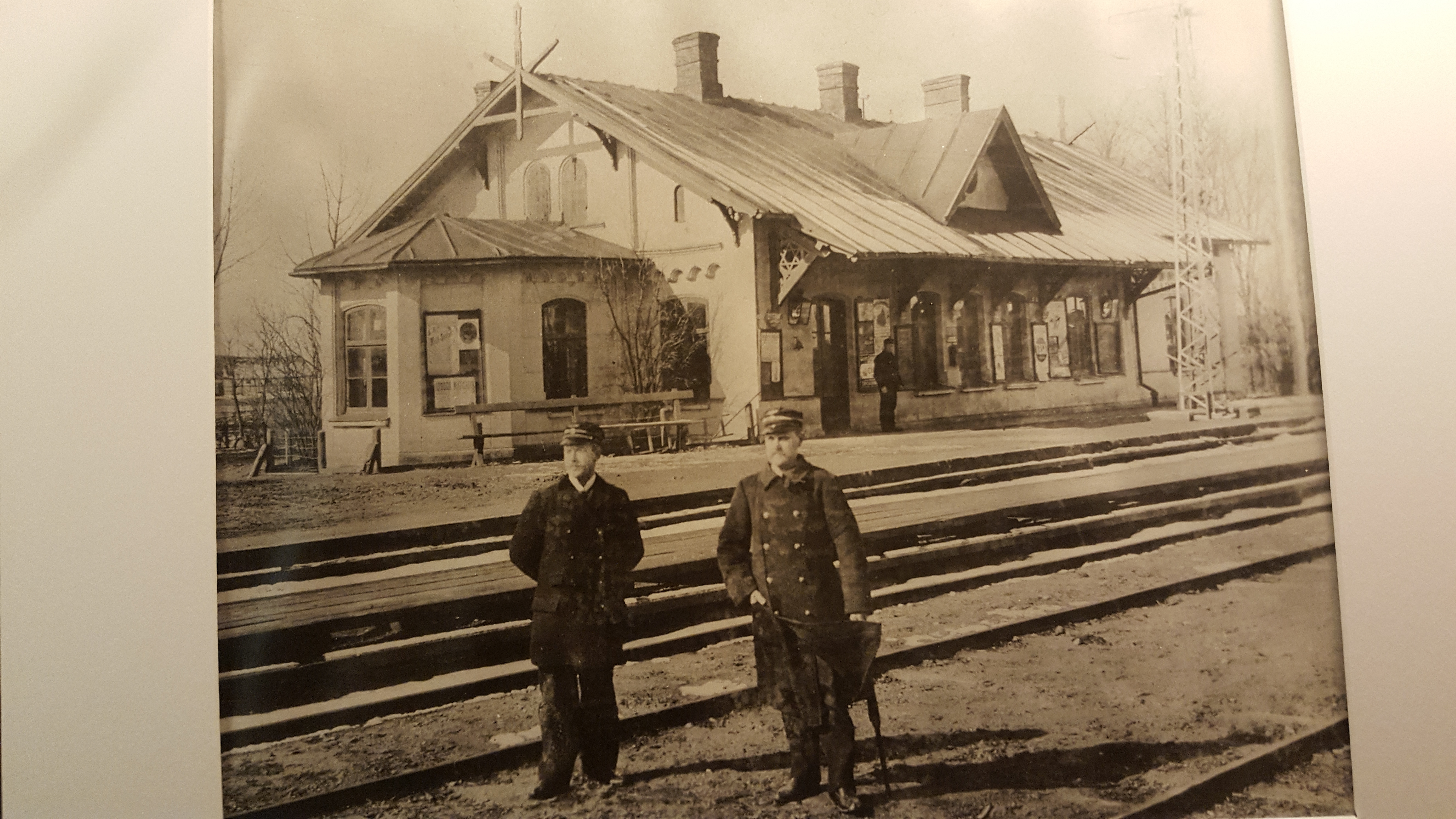
Skabersjö station i slutet av 1800-talet.
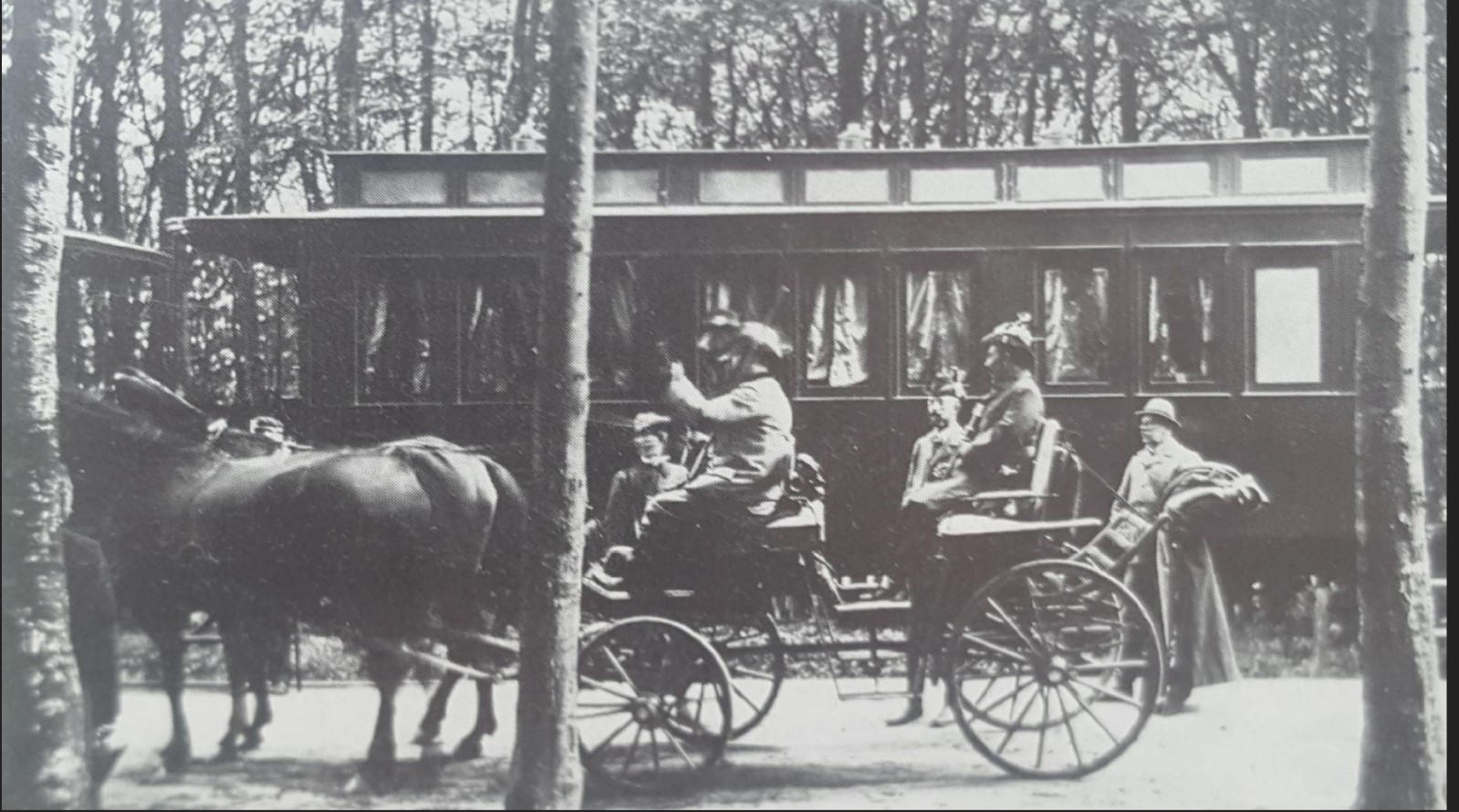
I framsätet sitter greve Tage Thott och kejsarens bösspännare. I baksätet sitter kejsare Wilhelm II. Stående bredvid vagnen syns kronprins Gustaf och baron Sigvard Beck-Friis. I bakgrunden syns järnvägsvagnen som kejsaren åkte i. Bilden är från jaktbesöket september 1899.
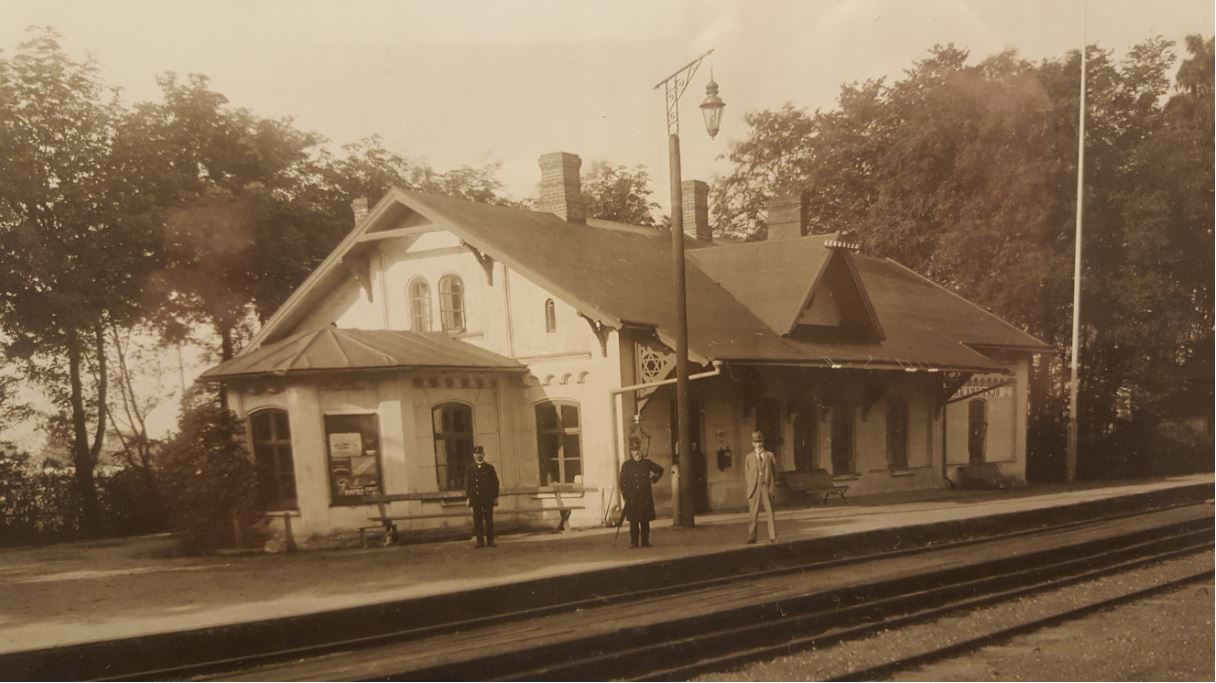
Skabersjö station tidigt 1900-tal i samband med att stationen fick elektricitet.
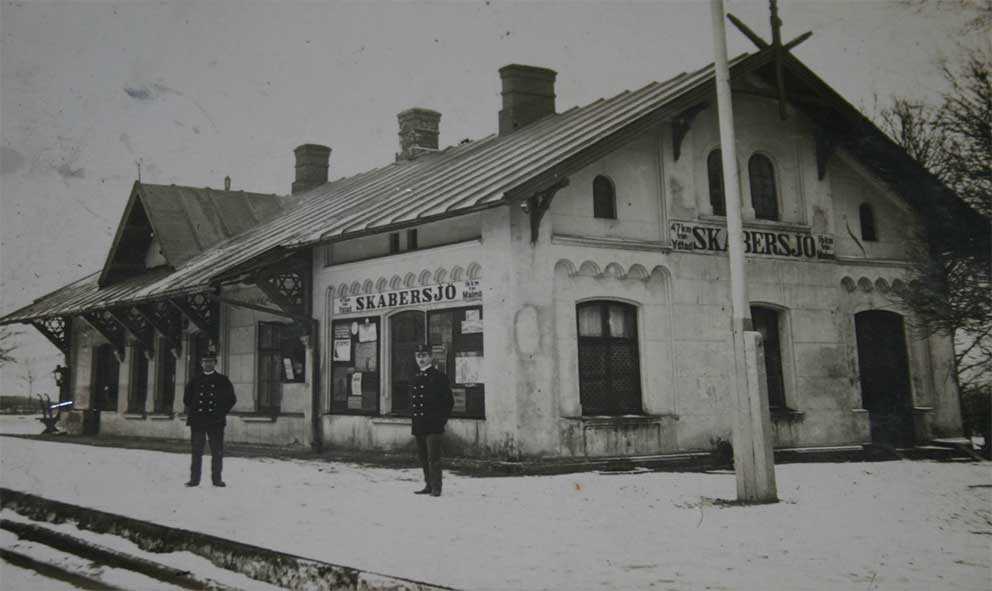
Vykort Skabersjö station tidigt 1900-tal.
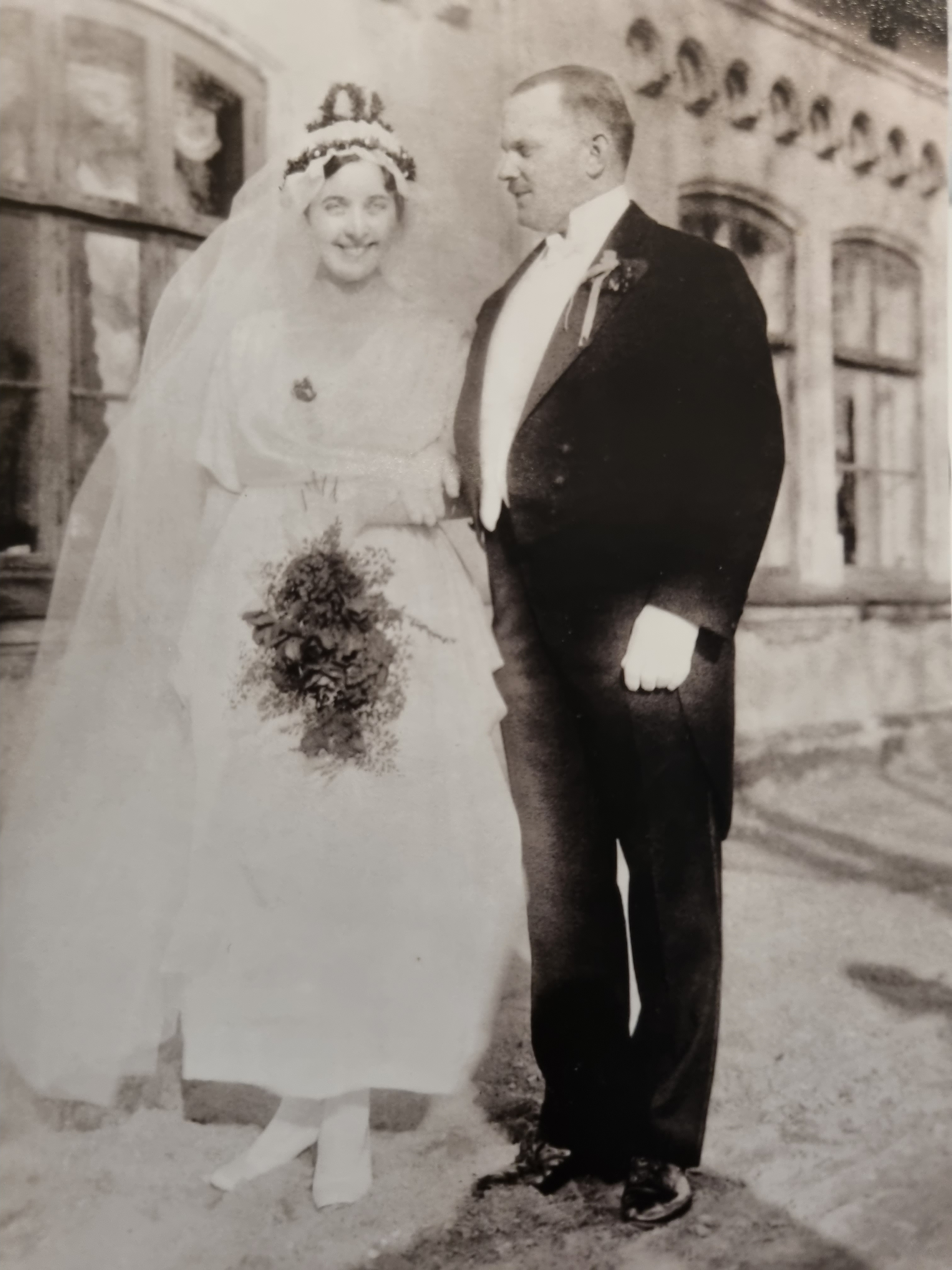
Otto Engström (stationsföreståndare 1907-1921) med sin nyligen gifta dotter Anna framför Skabersjö station.
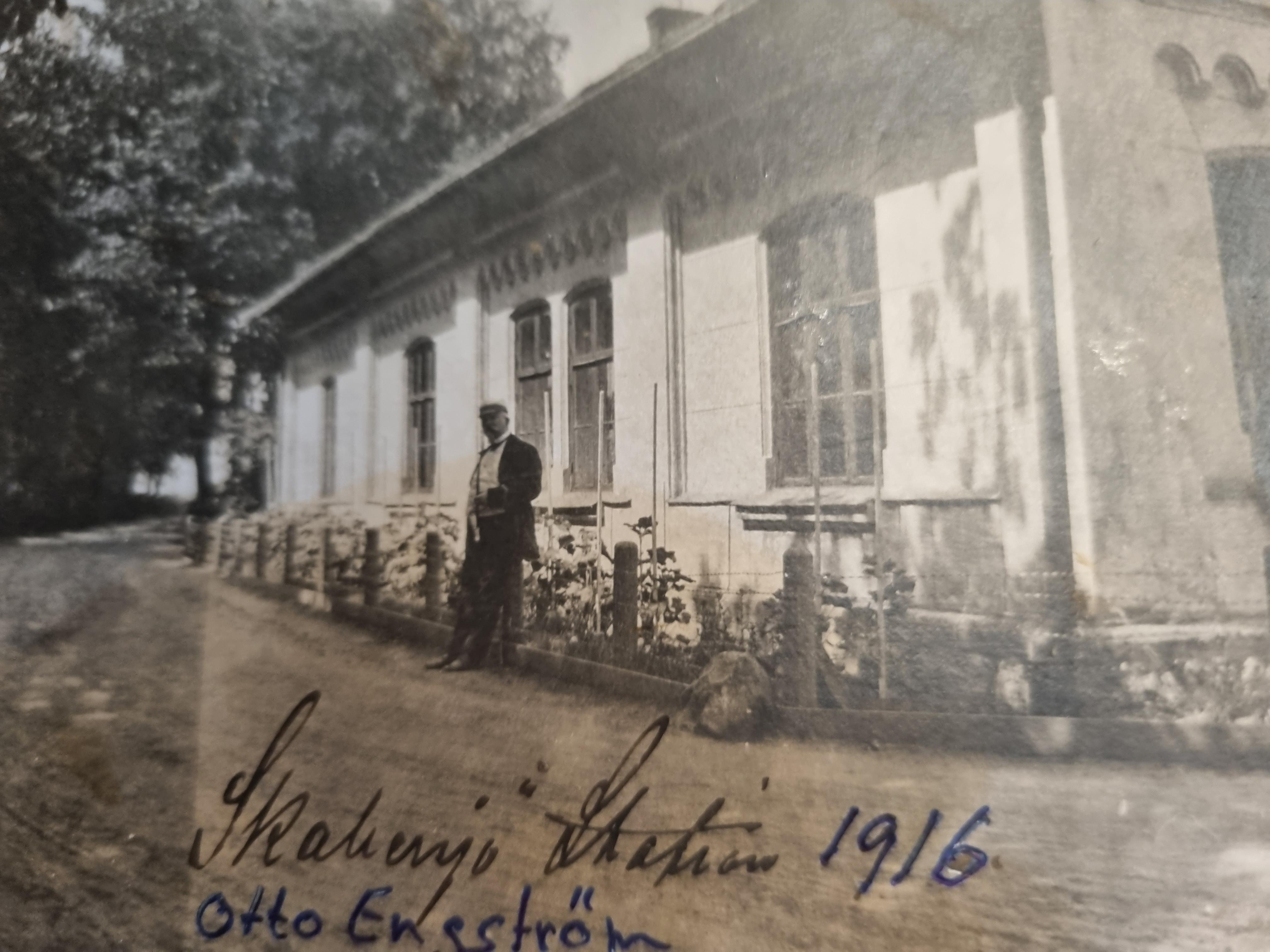
Stationsmästare Otto Engström framför Skabersjö station år 1916
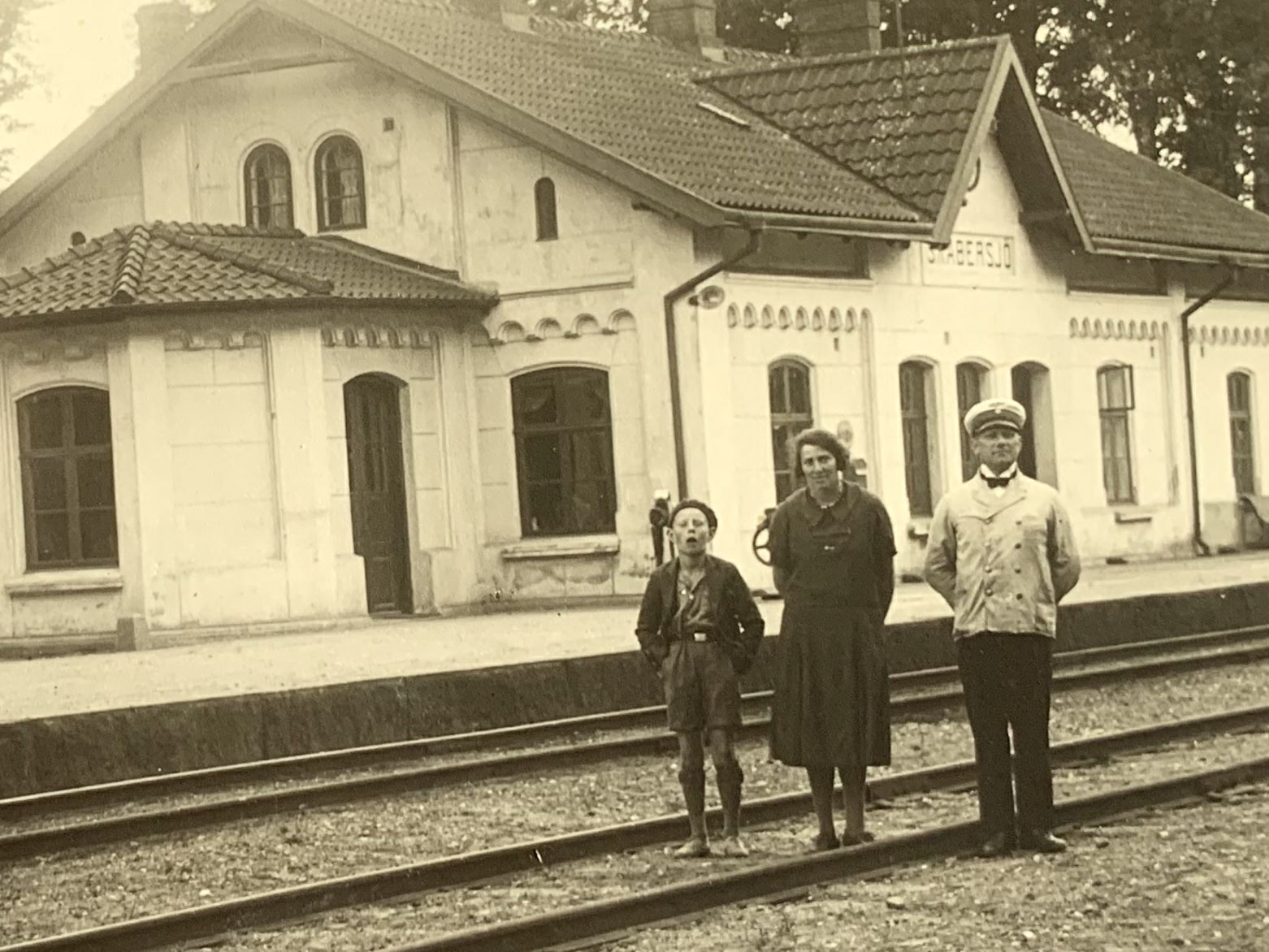
Ossian Dahl, stationsmästare 1929-1940, med familj. Från vänster Hans, Julie och Ossian.
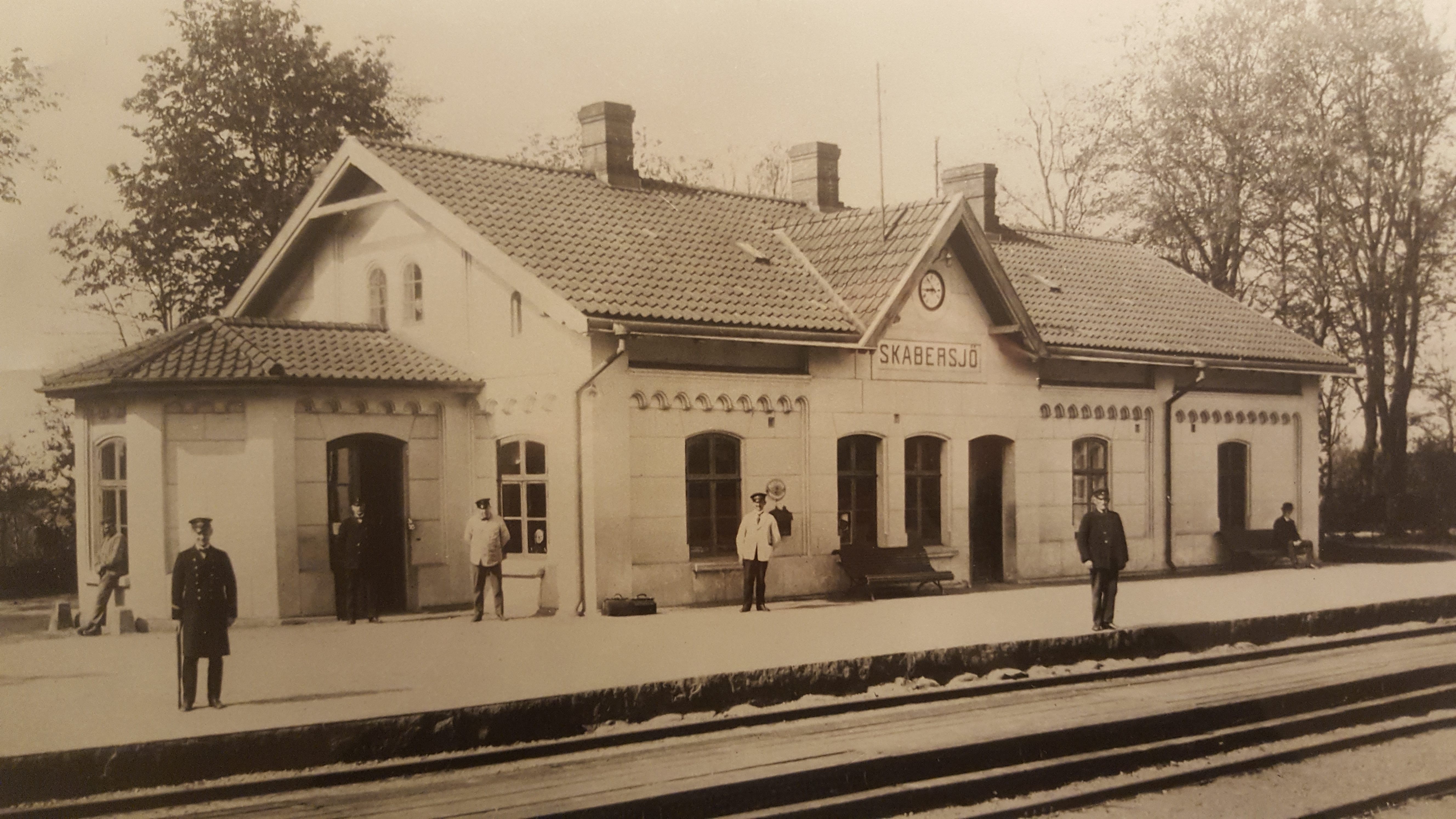
Skabersjö station år 1947.
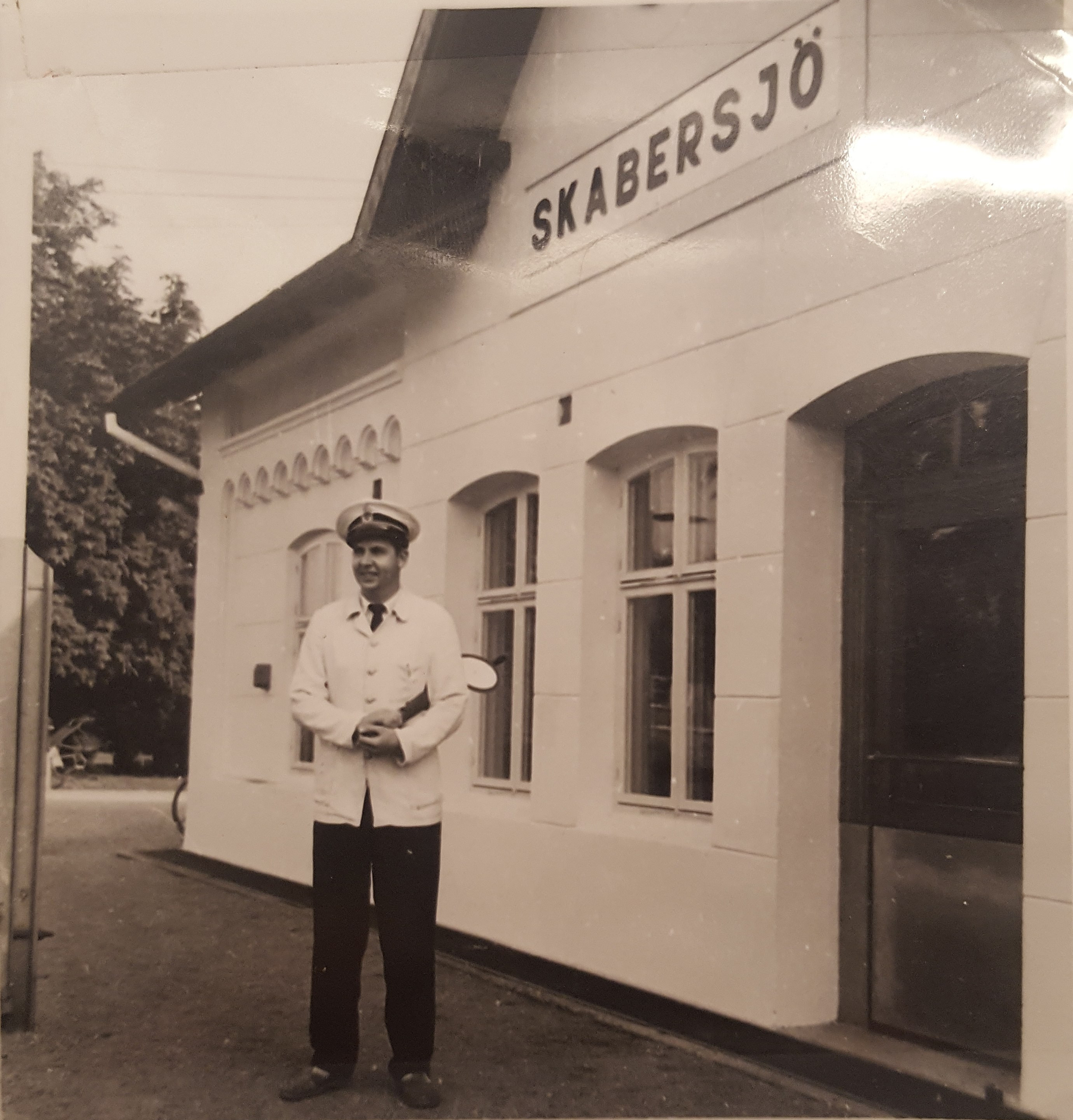
Torsten Falkentoft, 1:e järnvägsexpeditör mellan 1955 och 1964, framför Skabersjö station 1964.
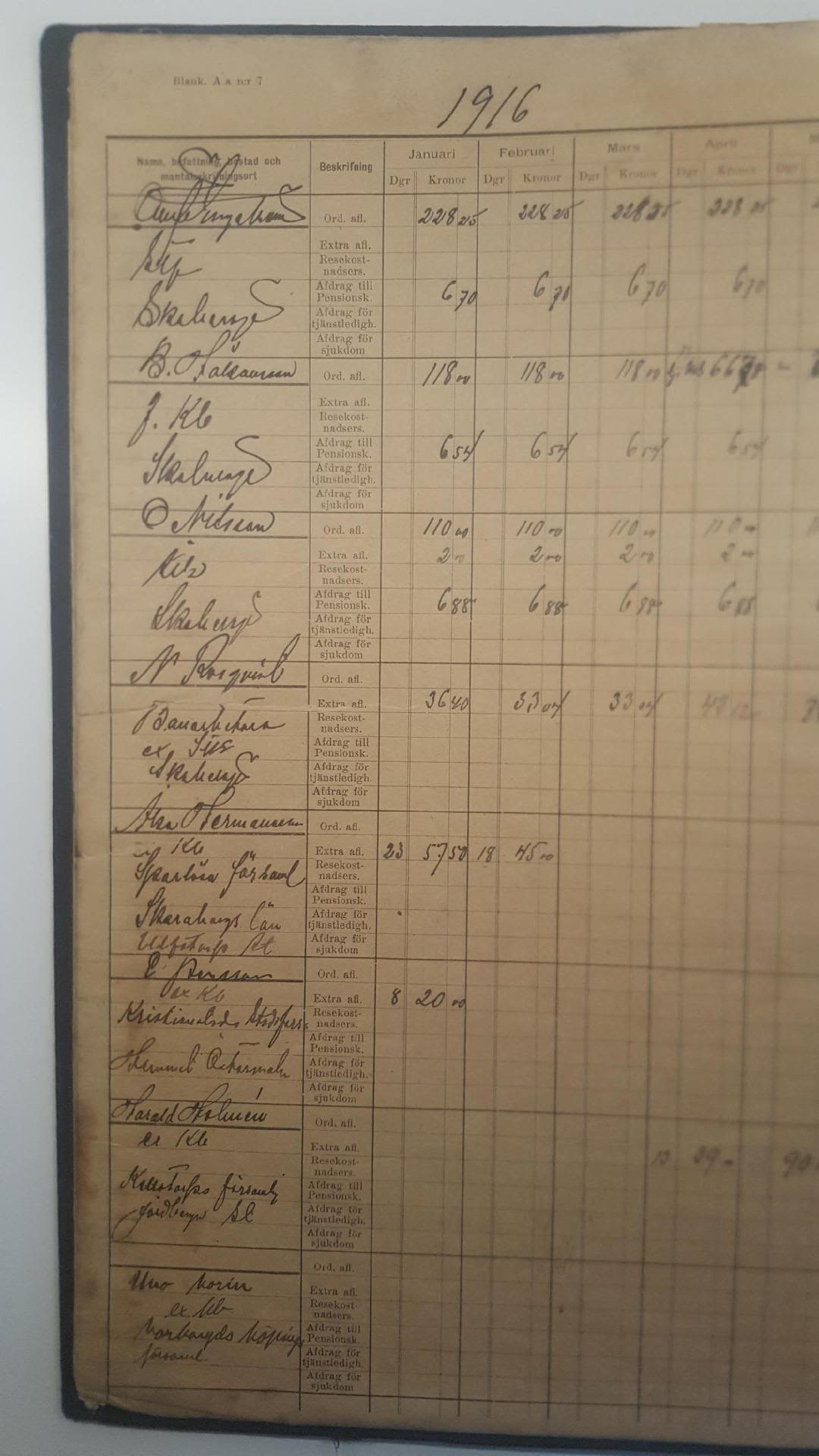
Personallista inklusive lön, Skabersjö station 1916
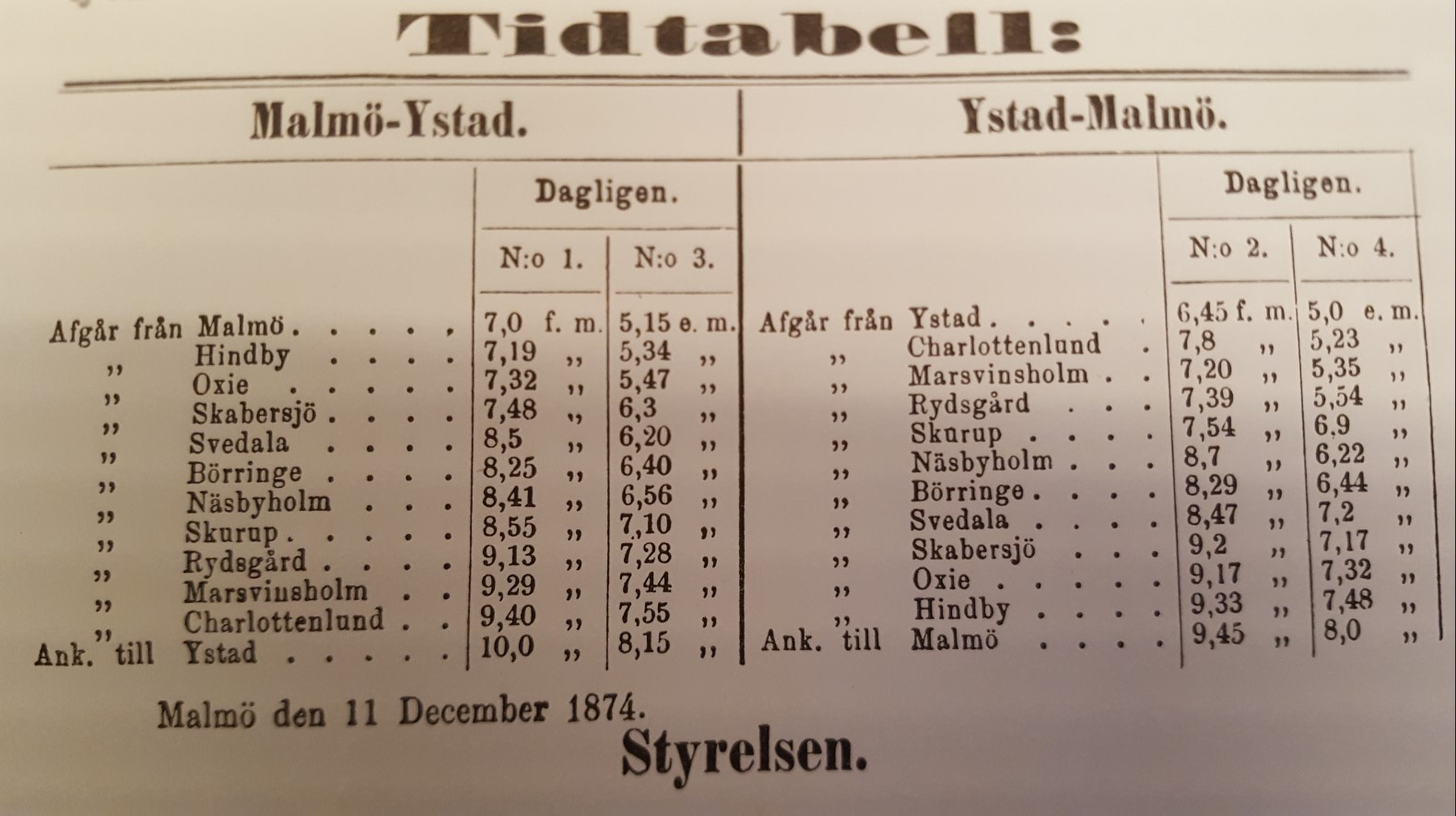
Första tidtabellen 11 december 1874.
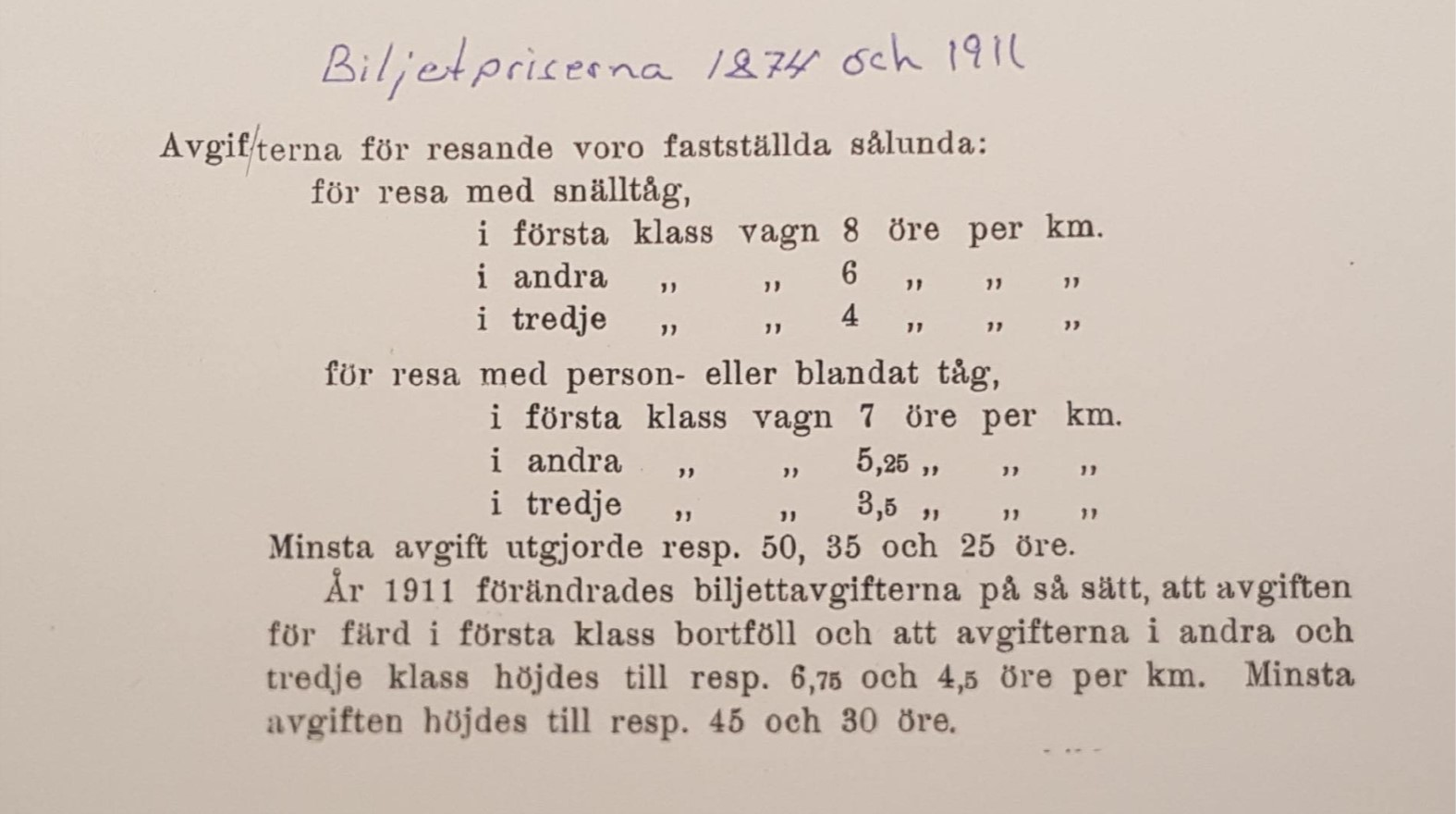
Biljettpriser 1874 och 1911
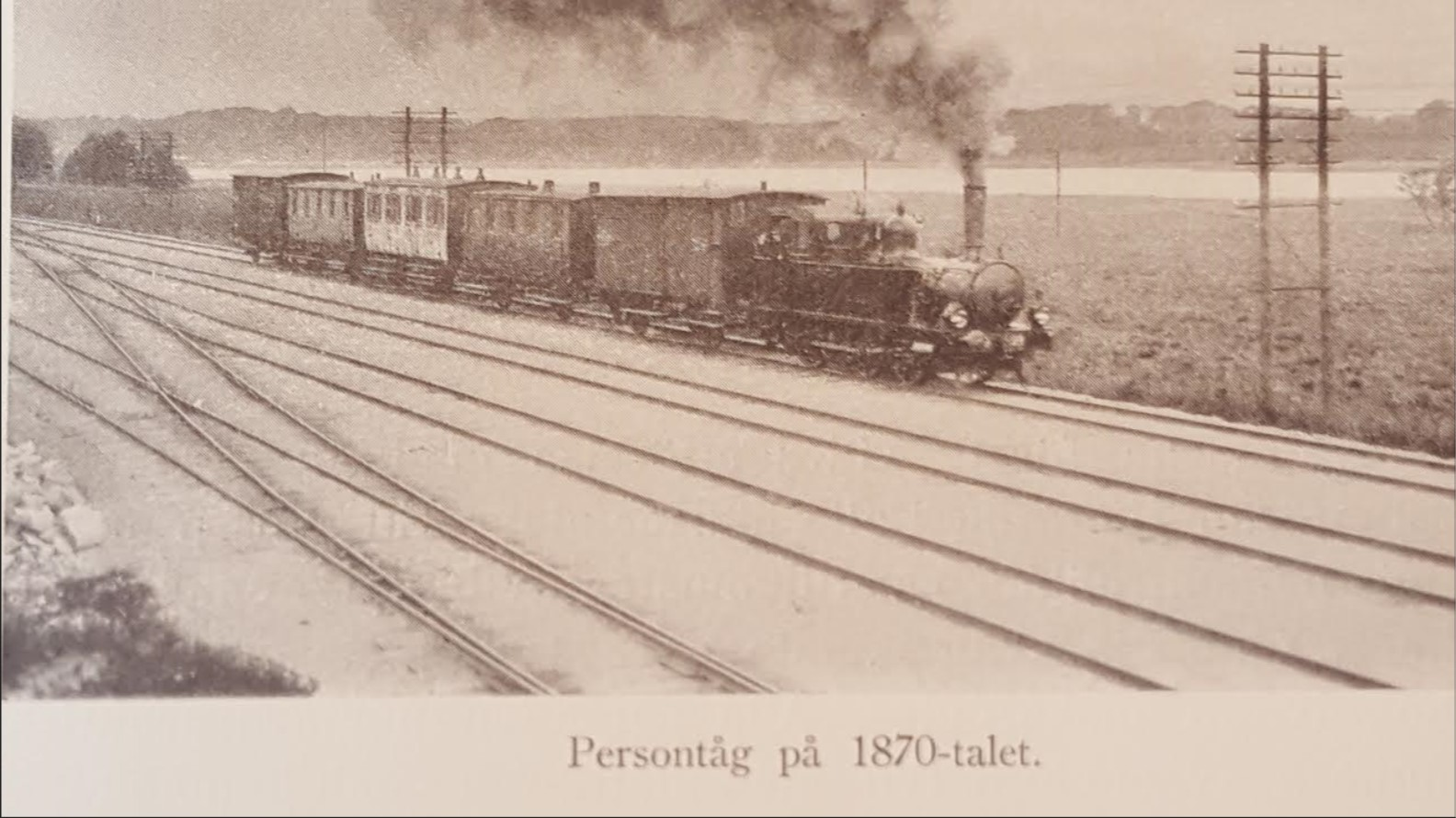
Persontåg som passerade utanför stationen under 1870-talet.
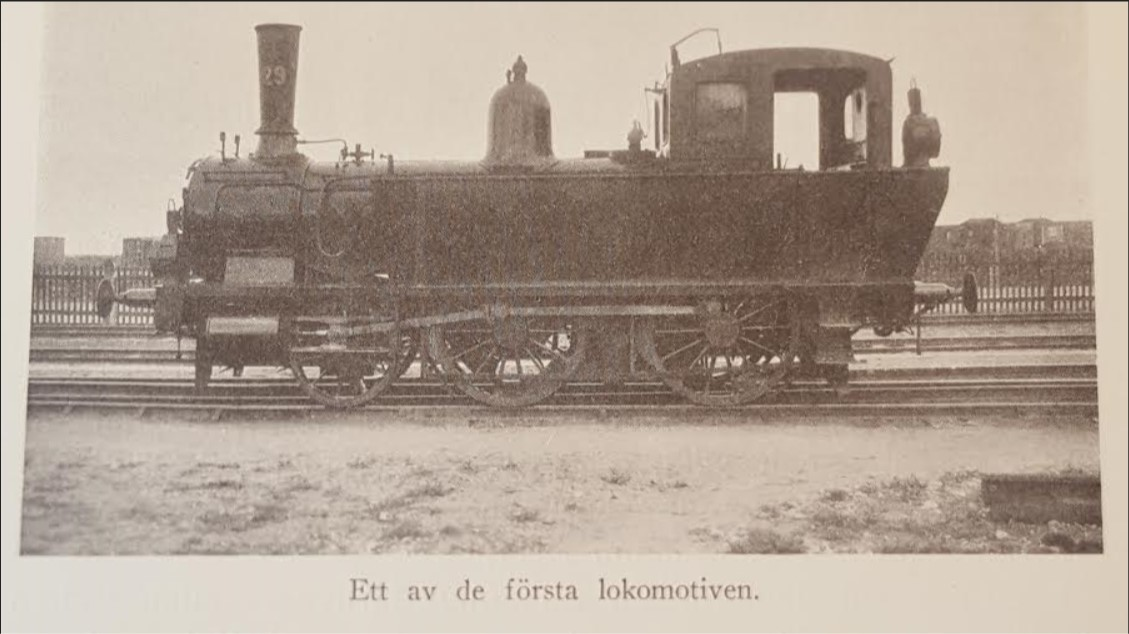
Ett av de första lokomotiven.
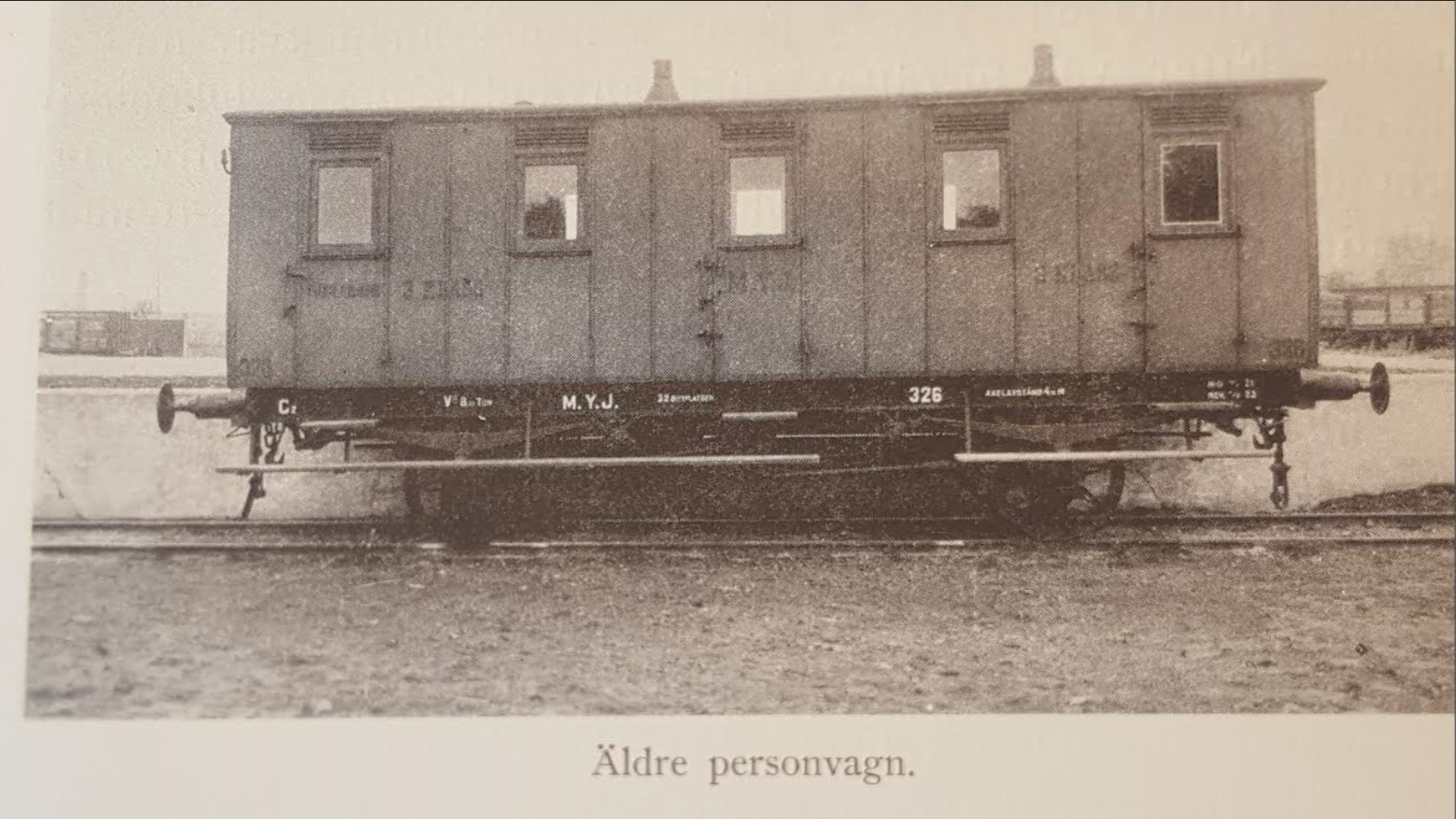
Äldre personvagn.
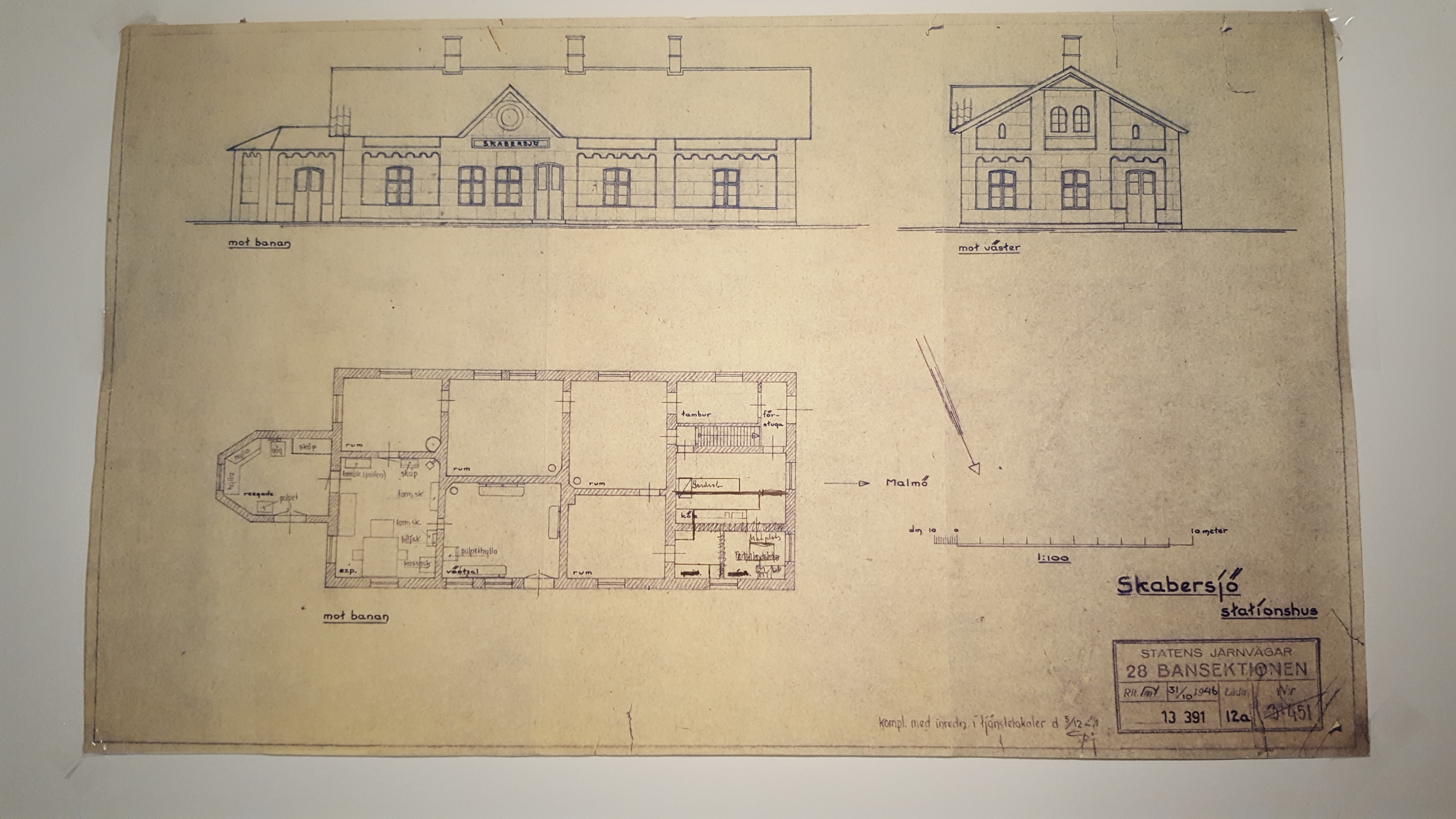
Utvändiga ritningar från ombyggnationen.
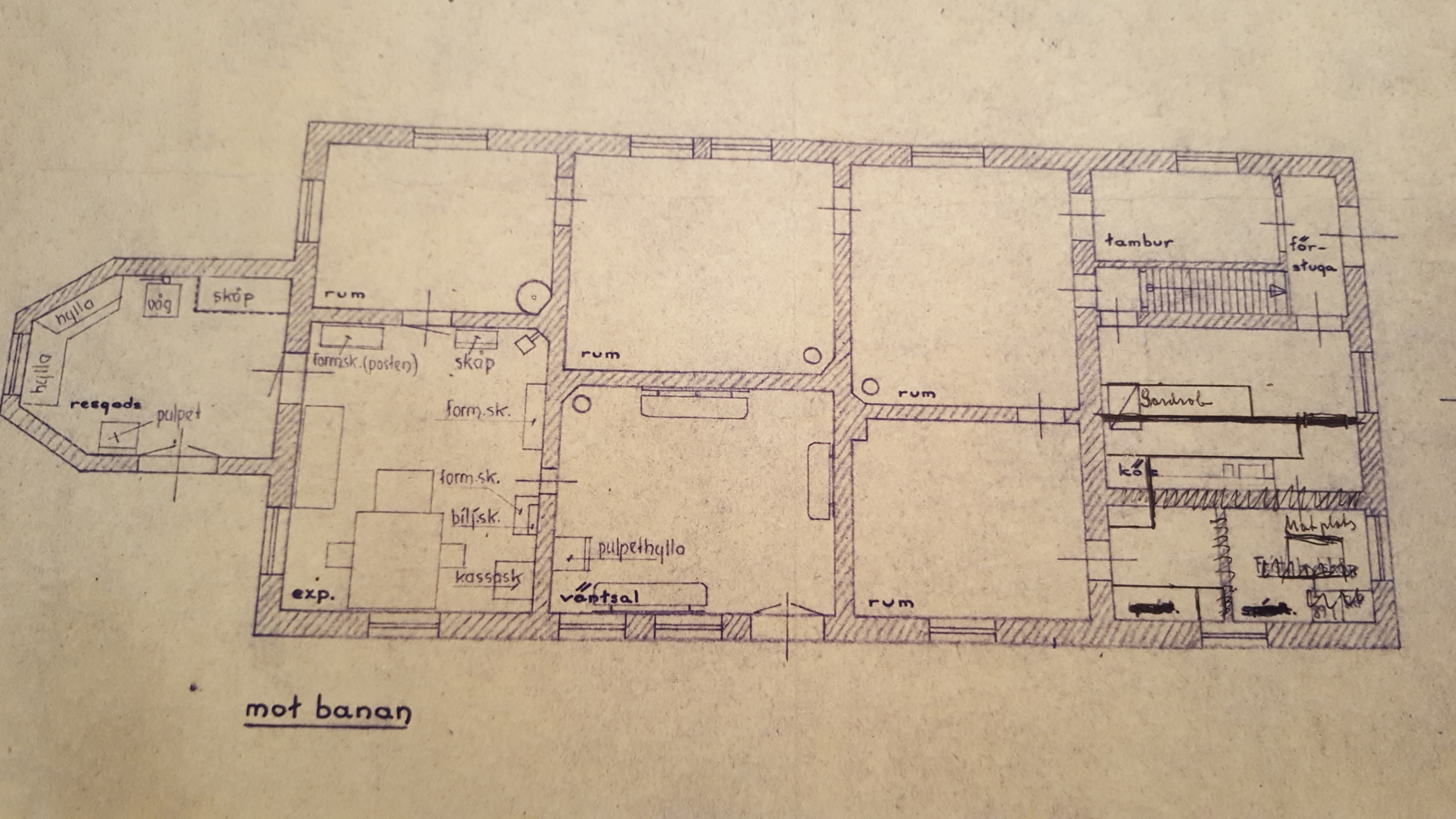
Invändiga ritningar från ombyggnationen.
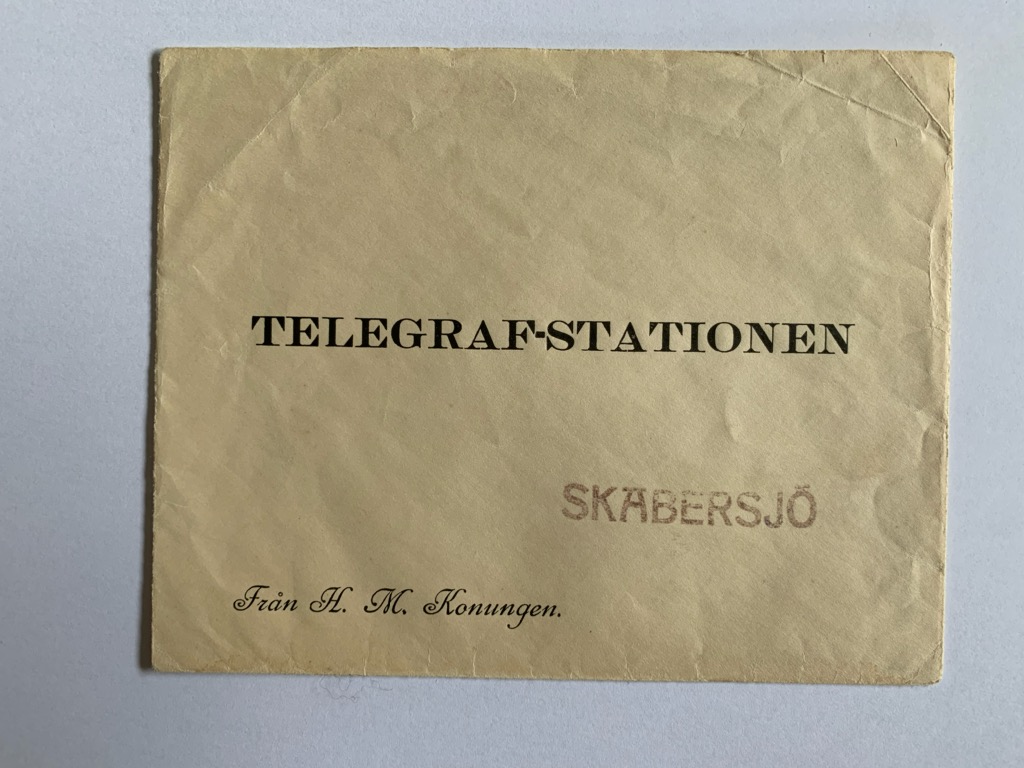
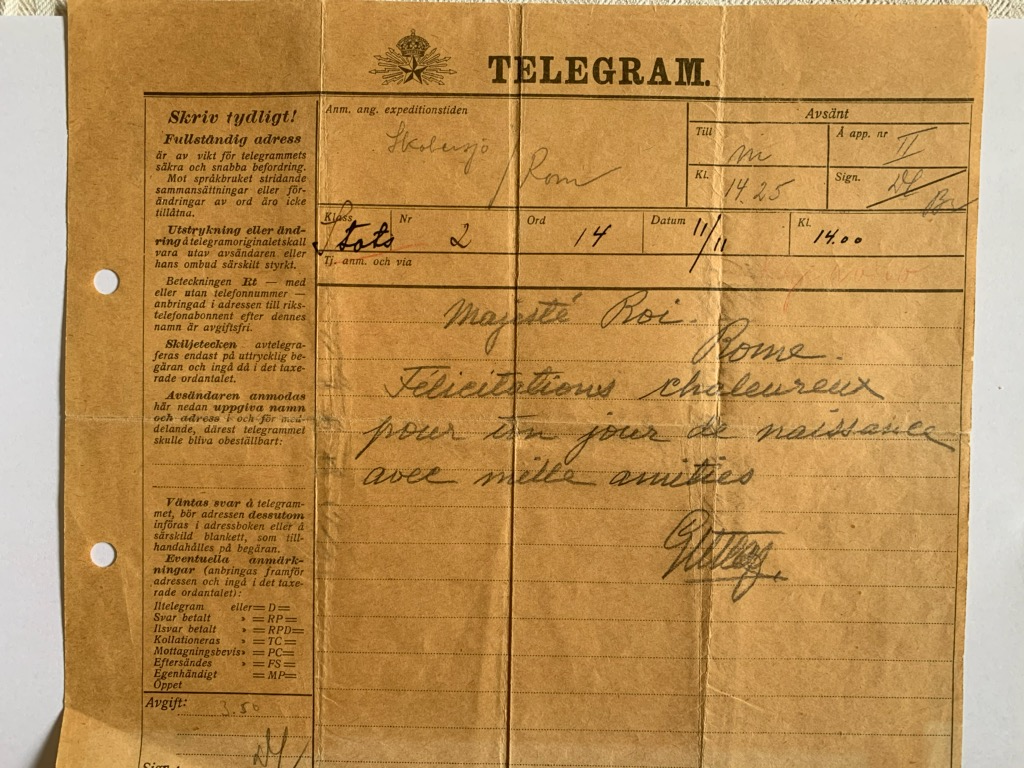
Gustav V telegram till drottning Victoria i Rom
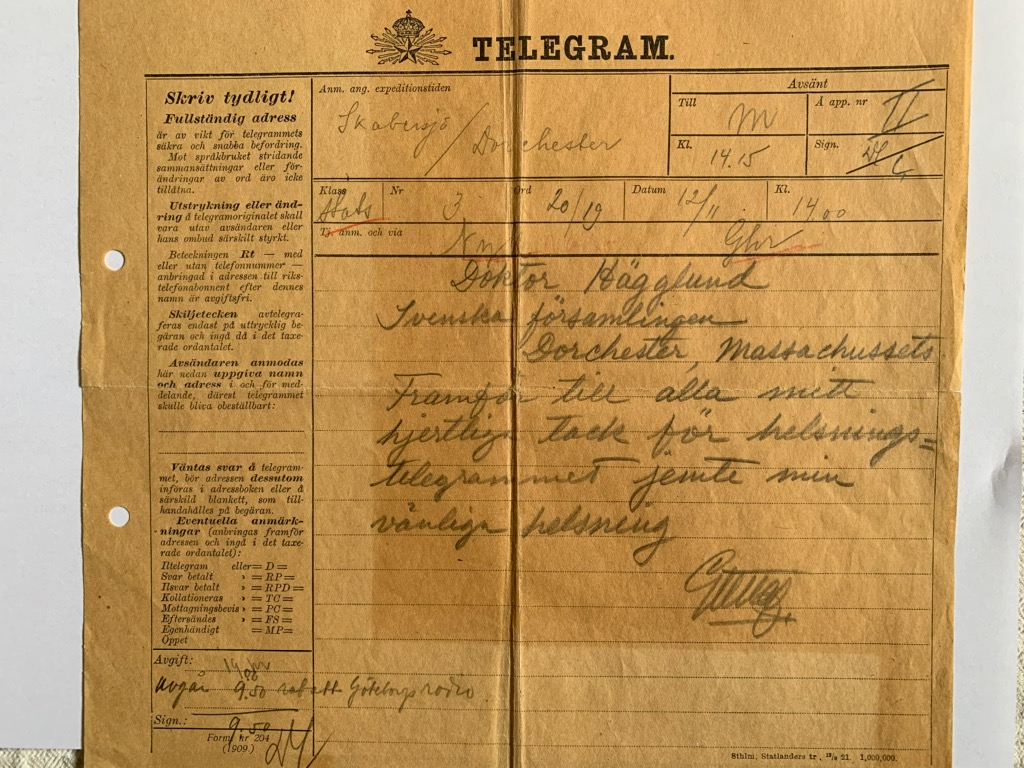
Gustav V telegram till doktor Hägglund, Svenska församlingen i Dorchester, Massachusetts
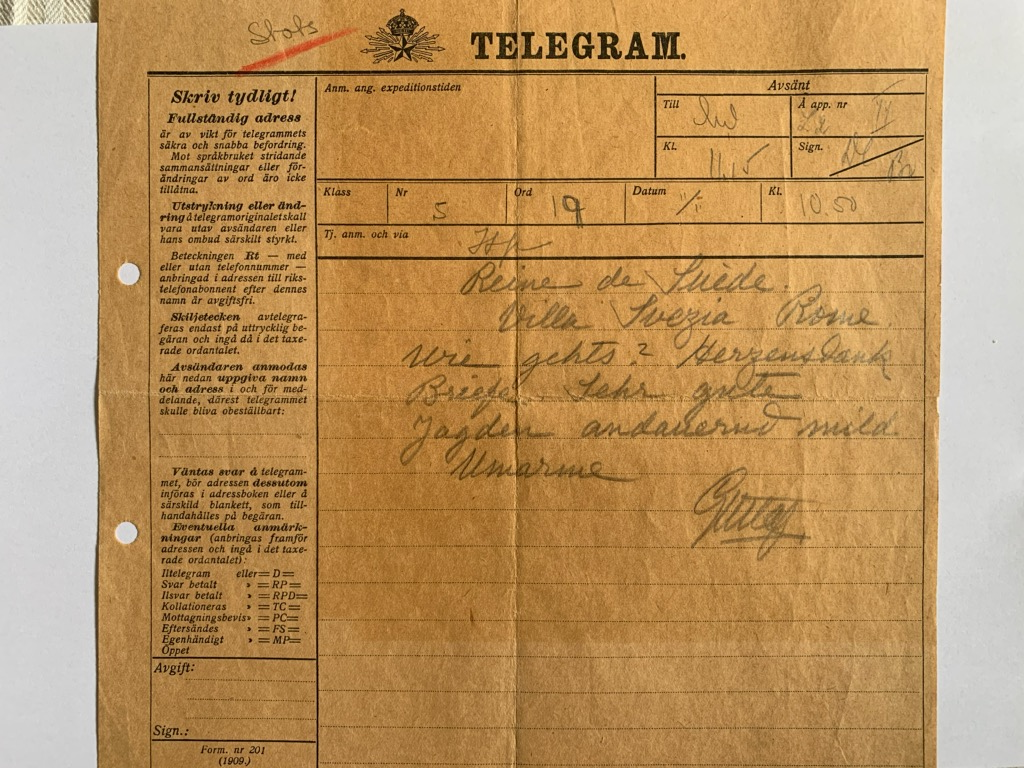
Telegram från Gustav V till drottning Victoria, Villa Svezia i Rom.
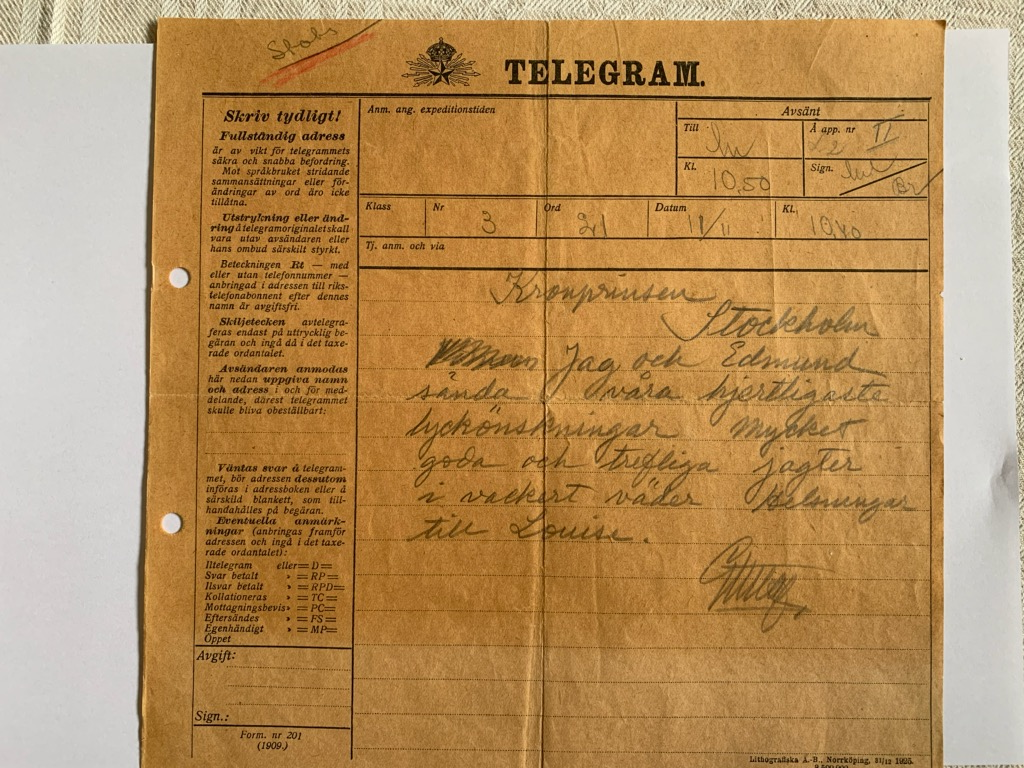
Telegram skickat från Skabersjö station av Gustav V till kronprinsen, blivande kung Gustav den VI Adolf, med hälsningar till maka Louise Mountbatten.
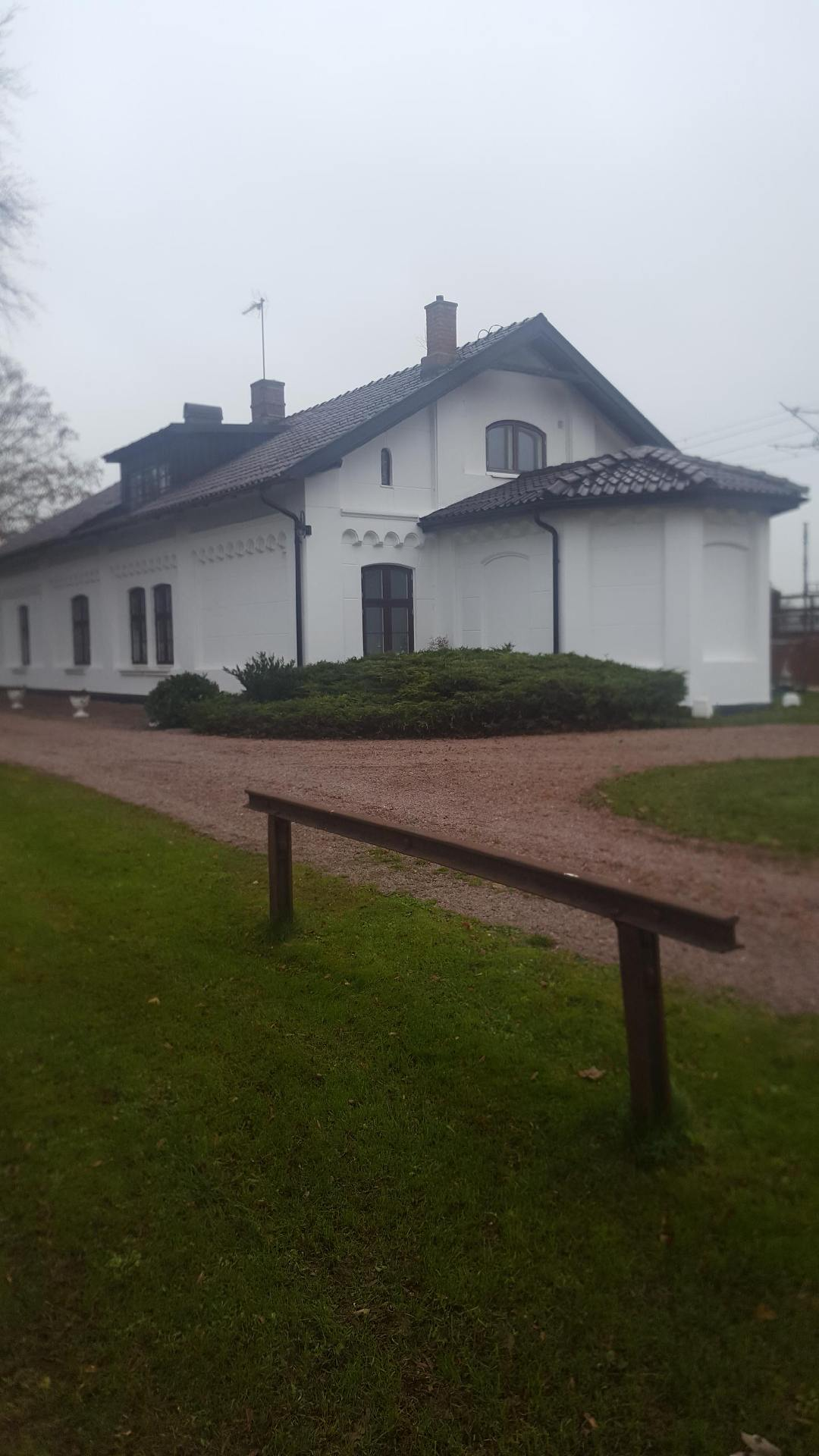
Uppställningsplats för hästar i november 2019 och i bakgrunden syns den kungliga väntsalsutbyggnaden